# Neighborite
La neighborite (simbolo IMA: Nbo) è un minerale piuttosto raro del supergruppo della perovskite, all'interno del quale viene collocato nel gruppo delle perovskiti stechiometriche e da lì al sottogruppo della neighborite; appartiene alla famiglia degli "alogenuri" e possiede composizione chimica NaMgF3.

## Etimologia e storia
La neighborite prende il nome da Frank Neighbor (1906 - 1996), geologo della Sun Oil Co. di Salt Lake City, che rese disponibili per lo studio le carote di perforazione in cui è stato scoperto il minerale.

## Classificazione
La classica nona edizione della sistematica dei minerali di Strunz, aggiornata dall'Associazione Mineralogica Internazionale (IMA) fino al 2009, elenca la neighborite nella classe "3. Alogeni" e nella sottoclasse "3.A Alogeni semplici, senza H2O"; questa viene più finemente suddivisa in base al rapporto metallo:alogeno e alla composizione del minerale, in modo tale da trovare la neighborite nella sezione "3.AA M:X = 1:1, 2:3, 3:5, ecc." dove è l'unico membro del sistema nº 3.AA.35.
Tale classificazione viene mantenuta invariata anche nell'edizione successiva, proseguita dal database "mindat.org" e chiamata Classificazione Strunz-mindat, dove però la neighborite è in compagnia del minerale parascandolaite.
Nella Sistematica dei lapis (Lapis-Systematik) di Stefan Weiß la neighborite si trova nella classe degli "alogenuri (fluoruri, cloruri, bromuri, ioduri)" e nella sottoclasse degli "alogenuri doppi (principalmente con OH,H2O)"; qui è nella sezione dei "fluoruri" dove insieme a prosopite, thermessaite, thermessaite-(NH4), chiolite, weberite, usovite, karasugite, carlhintzeite, rosenbergite, topsøeite e idrokenoralstonite forma il sistema nº III/C.03.
Anche la classificazione dei minerali secondo Dana, usata principalmente nel mondo anglosassone, elenca la neighborite nella famiglia degli "alogenuri"; qui è nella classe degli "alogenuri complessi – fluoruri di alluminio" e nella sottoclasse degli "alogenuri complessi - fluoruri di alluminio con [formula] (A)mB(X)3"; qui è l'unico membro del sistema nº 11.01.01.

## Abito cristallino
La neighborite cristallizza nel sistema ortorombico nel gruppo spaziale Pbnm con le costanti di reticolo a = 5,36 Å, b = 7,67 Å e c = 5,5 Å, oltre ad avere 4 unità di formula per cella unitaria.

## Origine e giacitura
La neighborite è stata trovata come minerale autigenico, formatosi in condizioni di carenza di alluminio in scisti bituminosi dolomitici, in cavità miarolitiche in granito peralcalino, in sedimenti di tufo metamorfizzato e carbonato argilloso e in cavità in pegmatite e in hornfels in un complesso gabbro-sienite. La paragenesi è con burbankite, nahcolite, wurtzite, baritocalcite, garrelsite, pirite, calcite, quarzo (per campioni trovati il pozzo di "South Ouray", nella contea di Uintah, Utah - Stati Uniti), oppure quarzo, egirina, rodocrosite, zircone, fluorite, gagarinite-(Y), monazite-(Ce), galena, sfalerite, molibdenite, brookite (per campioni trovati presso Gjerdingselva, nell'Akershus in Norvegia).
La neighborite è un minerale molto raro ed è stata trovata solo in pochi siti: il pozzo "Sun Haverstrite", nella contea statunitense di Uintah, nello Utah; in alcune cave canadesi situate nelle municipalità regionali della contea di La Vallée-du-Richelieu, della contea di Deux-Montagnes e della contea di Marguerite-D'Youville, tutte nel Québec; nei territori di Krasnojarsk e della Transbajkalia, nell'oblast' di Murmansk e nell'area del lago Bajkal (tutti in Russia); nel distretto di Ngorongoro (Tanzania); presso Lunner nell'Akershus, in Norvegia.

## Forma in cui si presenta in natura
La neighborite si presenta come cristalli pseudo-ottaedrici o pseudocubici, di dimensioni fino a 3 mm, e come grani oblunghi o arrotondati.
Il minerale è da trasparente a opaco, con lucentezza da vitrea a grassa; il colore varia dal crema, al rosa, al rosso fino al marrone, ma può essere anche incolore. Il colore del suo striscio è bianco.